# Cladonychiidae
Famille
Synonymes
- Erebomastridae Briggs, 1969
- Pentanychidae Briggs, 1971
- Briggsidae Özdikmen & Demir, 2008

Les Cladonychiidae sont une famille d'opilions laniatores. On connaît plus d'une trentaine d'espèces dans dix genres.

## Distribution
Les espèces de cette famille se rencontrent en Amérique du Nord et en Europe.

## Liste des genres
Selon World Catalogue of Opiliones (03/04/2023) :
- Briggsus Özdikmen & Demir, 2008
- Erebomaster Cope, 1872
- Holoscotolemon Roewer, 1915
- Isolachus Briggs, 1971
- Peltonychia Roewer, 1935
- Sinonychia Zhang & Derkarabetian, 2021
- Speleonychia Briggs, 1974
- Theromaster Briggs, 1969
- † Proholoscotolemon Ubick & Dunlop, 2005

## Systématique et taxinomie
Cette famille a été décrite par Hadzi en 1935 comme une sous-famille des Triaenonychidae.

## Publication originale
- Hadzi, 1935 : « Ein eigentumlicher neuer Hölen-Opilionid aus Nord-Amerika, Cladonychium corii g.n. sp. n. » Biologia Generalis, vol. 11, no 1, p. 49-72.